# Fort Miami
 (novembre 2023).
Si vous disposez d'ouvrages ou d'articles de référence ou si vous connaissez des sites web de qualité traitant du thème abordé ici, merci de compléter l'article en donnant les références utiles à sa vérifiabilité et en les liant à la section « Notes et références ».

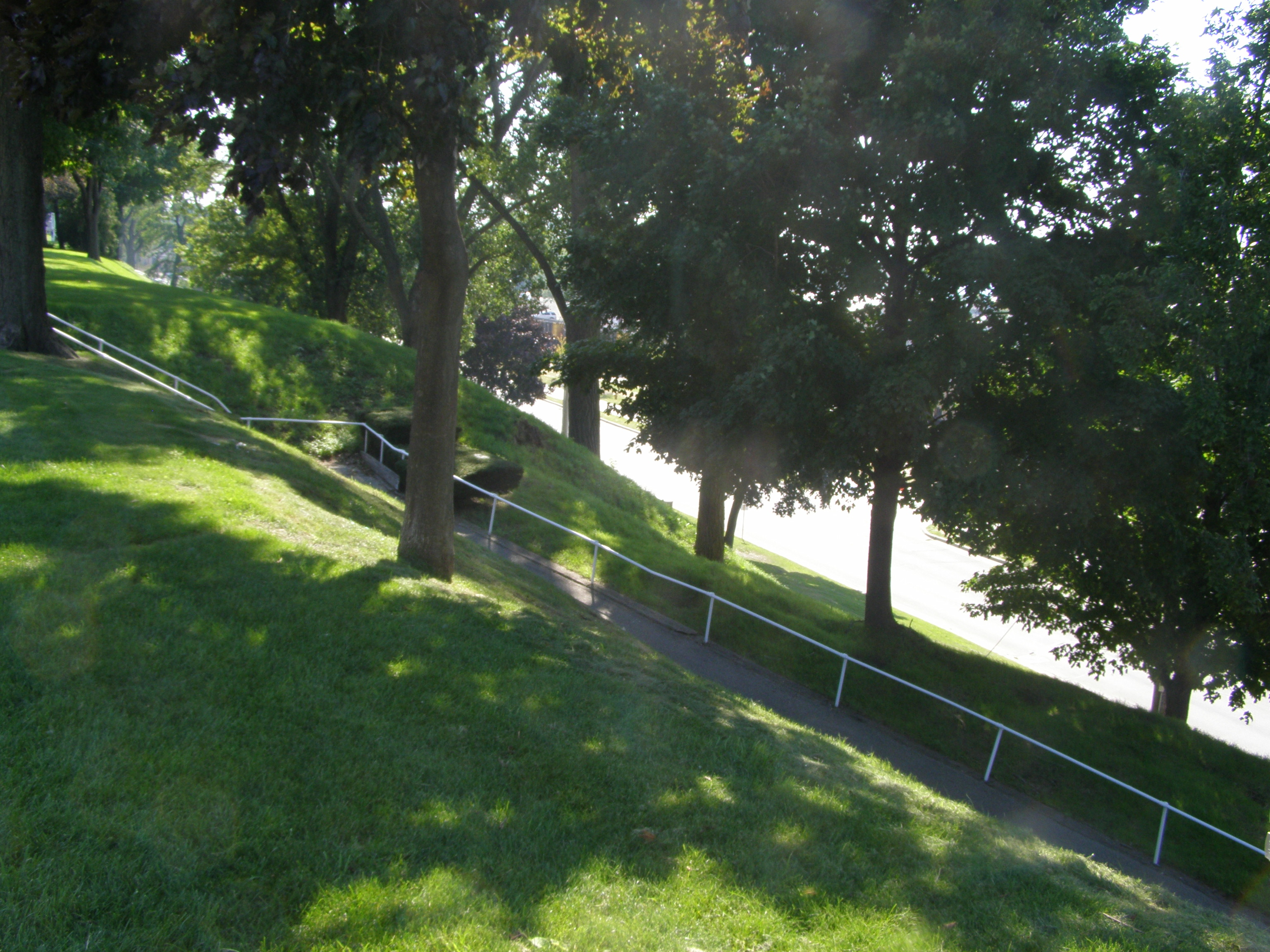
Image de Fort Miami, Nouvelle France

Fort Miami fut un fort français construit au XVIIe siècle en Nouvelle-France.
Fort Miami fut édifié en 1679 sur la rive de la rivière Saint Joseph dans l'État du Michigan aux États-Unis près du lac Michigan.
C'est l'explorateur français René Robert Cavelier de La Salle qui fonda ce fort dans le Pays des Illinois. Ce fut un poste de traite et de commerce de la fourrure avec les Amérindiens Miamis.
Le fort Miami fut détruit par le feu dans les années 1680.